# Pastis (dessert)
Pour les articles homonymes, voir Pastis (homonymie).
Le pastis est une pâtisserie régionale du sud-ouest de la France très ancienne effectuée à partir d'ingrédients simples mais variés.

## Étymologie
Le pastis est un dessert. Il n'a absolument rien à voir avec la boisson anisée homonyme, le pastis, si ce n'est que son nom a la même origine : le mot occitan « pastís » signifie pâte, pâtisserie, mélange....

## Présentation générale
C'est un gâteau basé sur une pâte sucrée extrêmement fine repliée en accordéon et arrosée durant la cuisson d'une sauce spécifique. Une variante du pastis traditionnel est la croustade qui est souvent aux pommes (voir croustade aux pommes), mais aussi aux pruneaux, aux raisins ou aux myrtilles.
Les recettes varient de village à village voire de famille à famille ce qui rend illusoire la recherche du vrai pastis.